# Liste der Naturdenkmale in Hördt
Die Liste der Naturdenkmale in Hördt nennt die im Gemeindegebiet von Hördt ausgewiesenen Naturdenkmale (Stand 17. April 2013).

## Naturdenkmale
| Nr.         | Bezeichnung               | Lage                                             | Beschreibung                                          | Bild                                    |
| ----------- | ------------------------- | ------------------------------------------------ | ----------------------------------------------------- | --------------------------------------- |
| ND-7334-174 | Wilde Rebe                | südöstlich des Ortes; Abteilung Rottengrund Lage | Vitis vinifera subsp. sylvestris, um 1900 gekeimt     | Direkt Bild zu diesem Denkmal hochladen |
| ND-7334-175 | Zwei Wildobstbäume        | nordöstlich des Ortes; Flur Gerhardskies Lage    | Pyrus pyraster, zwei Bäume, um 1870 gekeimt           | Direkt Bild zu diesem Denkmal hochladen |
| ND-7334-202 | Rosskastanien am Friedhof | Auf dem Heiligenberg Lage                        | Aesculus hippocastanum, vier Bäume, um 1890 gepflanzt | Direkt Bild zu diesem Denkmal hochladen |
| ND-7334-217 | Große Buche               | östlich des Ortes; Abteilung Hirtenhäusel Lage   | Fagus sylvatica, um 1830 gekeimt                      | Direkt Bild zu diesem Denkmal hochladen |
| ND-7334-226 | Maßholder im Brühl        | südlich des Ortes; Abteilung Im Oberwald Lage    | Acer campestre, um 1890 gekeimt                       | Direkt Bild zu diesem Denkmal hochladen |